# Bambi-Verleihung 2015
Die 67. Bambi-Verleihung fand am 12. November 2015 im Stage Theater in Berlin statt. Sie wurde von Kai Pflaume moderiert und live in der ARD übertragen. 

## Veranstaltung

### Sehbeteiligung
Mit 3,58 Millionen Zuschauern, was einem Marktanteil von 12,7 Prozent entsprach, hatte die Übertragung im Vergleich zu 2014 und mehr noch 2013 einen deutlichen Rückgang zu verzeichnen. Es waren allerdings immer noch fast eine Million mehr als 2012.

### Der Publikums-Bambi
Beim Publikums-Bambi 2015 ging es um die Beste Unterhaltungsshow. Nominiert waren Grill den Henssler, Klein gegen Groß, Mein bester Feind, Der Quiz-Champion und Die 2 – Gottschalk & Jauch gegen alle. Der Bambi wurde von Ruth Moschner für Grill den Henssler entgegengenommen.

### Nichtprominente Gewinner
Der Bambi für Stille Helden wurde 2015 an die freiwilligen Helfer bei der Bewältigung der Flüchtlingskrise vergeben. Erstmals wurden allerdings nicht stellvertretend wenige Personen ausgewählt, sondern der Preis sollte an alle gehen. Die bekamen aber keine Bambis, sondern eine Dankesrede von Sigmar Gabriel.
Der Bambi für Integration ging an das Projekt KICK im Boxring das Kinder und Jugendliche von der Straße zu holen und durch Sport – in diesem Fall Boxen – zu verantwortungsbewussten, fairen, toleranten und konfliktfähigen Menschen machen will. Den Preis nahm Projektleiter Thomas Jansen entgegen.

## Kritiken
Wie in jedem Jahr war das Hauptthema bei den Kritiken die Langeweile der Verleihung. Welchen Nachrichtenwert die Bambi-Verleihung 2015 aus Sicht der Autorinnen gehabt haben muss, zeigt sich aber auch an zwei Gemeinsamkeiten der Kritiken von Verena Mayer in der Süddeutschen Zeitung und Anja Rützel im Spiegel. Beide wählten „Bitte nicht ich!“ als Überschrift ihrer Artikel. Es ist ein Zitat aus der Dankesrede von Henriette Confurius; sie sagte, das habe sie „die ganze Zeit“ gedacht während sie auf die Bekanntgabe der Gewinnerin in der Kategorie Beste nationale Schauspielerin gewartet habe. Verena Mayer schlug für diesen Preis in ihrer Kritik Hilary Swank vor – „[f]ür ihre Leistung, so zu tun, als habe sie ein Leben lang auf einen Preis aus dem Münchner Burda-Verlag hingearbeitet“, die sie in ihrer Dankesrede in der Kategorie Beste internationale Schauspielerin gezeigt habe. Die zweite Gemeinsamkeit war, dass beide Kritiken in exponierter Stelle berichten, dass Mesut Özil und Mandy Capristo wieder zusammen seien.

## Preisträger

### Comedy
Otto Waalkes

 Laudatio: Thomas Hermanns 

### Ehrenpreis der Jury
Dieter Hallervorden und Til Schweiger für Honig im Kopf

 Laudatio: Jeanette Hain 

### Fashion
Heidi Klum

 Laudatio: Wolfgang Joop 

### Film National
Quirin Berg, Hannah Herzsprung und Tom Schilling für Who Am I – Kein System ist sicher

 Laudatio: Senta Berger und Simon Verhoeven 
Victoria
Wir sind jung. Wir sind stark.

### Integration
Thomas Jansen für Kick im Boxring

 Laudatio: Johannes B. Kerner 

### Lebenswerk
Wolfgang Rademann

 Laudatio: Anja Kling und Gerit Kling 

### Millennium
Wolfgang Schäuble

 Laudatio: Thomas Bach 

### Musik International
Rita Ora

 Laudatio: Joko Winterscheidt 

### Musik National
Andreas Bourani, Yvonne Catterfeld, Hartmut Engler, Sebastian Krumbiegel, Tobias Künzel, Xavier Naidoo, Christina Stürmer und Daniel Wirtz für Sing meinen Song – Das Tauschkonzert

 Laudatio: Kai Pflaume 

### Publikums-BAMBI: Beste Unterhaltungsshow
Ruth Moschner für Grill den Henssler

 Laudatio: Lena Gercke 

### Schauspieler National
Tobias Moretti für Das Zeugenhaus

 Laudatio: Iris Berben 
Jonas Nay für Tannbach – Schicksal eines Dorfes
Alexander Fehling für Im Labyrinth des Schweigens

### Schauspielerin International
Hilary Swank

 Laudatio: Clemens Schick 

### Schauspielerin National
Henriette Confurius für Tannbach – Schicksal eines Dorfes

 Laudatio: Hans Sigl 
Hannelore Elsner für Familienfest
Melika Foroutan für Begierde – Mord im Zeichen des Zen

### Sport
Jan Frodeno

 Laudatio: Katarina Witt 

### Stille Helden
Alle ehrenamtlichen Helfer in der Flüchtlingskrise

 Laudatio: Sigmar Gabriel 

### Unsere Erde
Rea Garvey für das Clear Water Project

 Laudatio: Frank Plasberg 